# 天泪传奇之凤凰无双
《天泪传奇之凤凰无双》(英語:  Legend of Heavenly Tear: Phoenix Warriors) ，2017年中国古装剧。改編自冰藍紗的網絡小說《美人謀:妖后無雙》，由王丽坤、郑元畅、丁子峻、白冰、张晓龙领衔主演，于2017年10月4日在爱奇艺首播。

## 播出时间

### 首播
| 频道         | 所在地   | 播映日期      | 播出时间 | 备注 |
| ------------ | -------- | ------------- | -------- | ---- |
| 爱奇艺       | 中国大陆 | 2017年10月4日 |          |      |
| 愛奇藝台灣站 | 臺灣     | 2017年10月4日 |          |      |

## 劇情簡介
各國地域概述：
1. 極北：九燎國。
2. 北方：大離國。
3. 兩國國界上：東林寺。
4. 南方：大蘭國。

## 演员列表

### 領銜主演
| 演員                            | 配音   | 角色           | 介紹 |
| 王丽坤 童年:寶兒                | 季冠霖 | 缪芊芊         | 離國大司徒之嫡女→相国夫人→（被抄家） 北朝离国贵族（大司徒）缪卫城之幼女，原名缪芊芊，嫁与齐相顾清鸿。因一張半面藏寶圖，致新婚當晚被皇家以通敵之名抄家滅族，家破人亡后，被逼落水，被救後改化名聂无双。 |
| 王丽坤 童年:寶兒                | 季冠霖 | 聂无双         | 異國歌姬→大蘭聂采女→聂美人→聂昭儀→蓮妃→皇后（自爆） 位居：宜香苑→翠華軒→元秀宮。 當初於落水後，被睿王所救，被蕭風推為異國第一美女，後獻給了大蘭蘭王（大蘭皇帝），升任為采女一職。而後雲妃為巴結、拉攏聂采女，於皇帝面前推薦晉升期為美人一職成功。瘟疫四起，聂美人藉離國國相顾清鸿之手，進獻藥方有功，特晉升為聂昭儀。當皇帝假死入殯，聂昭儀自主提出願殉葬伴於帝陵，太后遂將其職位晉升至妃位（蓮妃）。 請參見大蘭。 |
| 郑元畅 （臺灣） 童年:黃天崎     | 王凯   | 萧鳯青（蕭風） | 前朝大蘭五皇子→睿王（加封大將軍王）（自爆） 南朝大蘭皇帝萧凤溟御弟，五皇子，封睿王。生母为一歌姬（实则為千年前流落在地球的外星圣女），而他是身带外星系王族血统的混血兒，是外星人和地球人所生的王族之子。 以蕭風之名，扮作絲綢商賈，四處經商，周遊列國，並藉手下之歌姬，迷惑各國重臣伺機竊取機密。 請參見大蘭。 |
| 丁子峻 （中國香港） 童年:荣梓杉 | 陈浩   | 萧凤溟         | 前朝大蘭三皇子→蘭王→大蘭皇帝（自爆） 位居：龍吟殿。 南朝兰国皇帝，三皇子，生母是先帝皇后身边婢女，被当年身为静妃的王太后假孕后，偷龙转凤，当作己出作为高太后的篡权棋子。 請參見大蘭。 |
| 姜宏波                          | 廖菁   | 王太后         | 前朝大蘭靜妃→太后（因謀失勢－幽居上元宮→被勒殺） 位居：上元宮、坤寧殿。 於前朝靜妃時期，為謀奪季美人身上的寶珠，逼其跳崖而亡。 萧凤溟名义上的生母。在梁国颇有威信，在朝中有自己的势力。 請參見大蘭。 |
| 白冰 童年:楊蘇                  | 张艾   | 高嫣           | 北朝离国公主→大蘭德妃（被火灼傷） 位居：關雎宮。 離國国君高洋之妹，一心痴恋顾清鸿，为得到他的爱不择手段。自顾清鸿知被高洋利用后，对高嫣生厌，被顾清鸿拒绝后，含恨出嫁大蘭，成为德妃，誓要毁掉化名为聂无双的缪芊芊。後生一子（但被其生父盜走） 請參見大蘭。 |

### 大蘭國
| 演員                            | 配音   | 角色                | 介紹 |
| 朱泳腾 （特別出演）             | 吴凌云 | 萧昱                | 前朝梁王／前朝大蘭皇帝 萧凤溟、萧凤青之皇父。 |
| 姜宏波                          | 廖菁   | 王太后              | 前朝大蘭靜妃→皇太后（因謀失勢－幽居上元宮→被勒殺） 位居：上元宮、坤寧殿。 請詳見領銜主演。 |
| 母其弥雅 （特別出演）           | 唐烨   | 季柔桑              | 外星聖女（流落地球）→異國歌姬→前朝大蘭季美人 神秘的凤凰星圣女，美貌倾国倾城，其使命的责任与命运关系到两个星球兴衰，外表柔弱骨子里却十分坚强的女子，带着凤凰星球的使命來到地球。後成为梁王的宠妃、萧凤青的生母，是故事的起源和关键。 |
| 丁子峻 （中國香港） 童年:荣梓杉 | 陈浩   | 萧凤溟              | 前朝大蘭三皇子→蘭王→大蘭皇帝（自爆） 位居：龍吟殿。 請詳見領銜主演。 |
| 朗月婷 （主演）                 |        | 许皇后              | 大蘭皇后（被誤殺） 位居：來儀宮。 名子童，权臣后代，太后親戚，但娘家失势衰微，是淑妃许浮香的表姐。育有大皇子子琰。 |
| 林靖喆                          |        | 子琰                | 大蘭大皇子，名子琰。 |
| 吕星辰 （主演）                 | 邱秋   | 淑妃                | 大蘭嫔妃之一（自戗） 位居：辛夷宮。 名浮香，皇后表妹、許太尉之女。皇后一支衰微，而淑妃的娘家却日益壮大，父亲许还山掌握重兵，为太后亲信。 |
| 王丽坤                          | 季冠霖 | 聂无双              | 異國歌姬→大蘭聂采女→聂美人→聂昭儀→蓮妃→皇后（自爆） 位居：宜香苑→翠華軒→元秀宮。 請詳見領銜主演。 |
| 石洋子                          |        | 夏蘭                | 大蘭宮女 聂采女的隨侍宮女。 |
| 白冰 童年:楊蘇                  | 张艾   | 高嫣                | 北朝离国公主→大蘭德妃（被火灼傷） 位居：關雎宮。 請詳見領銜主演。 |
| 熊乃瑾 （主演）                 | 阎萌萌 | 云妃                | 大蘭嫔妃之一 位居：明芙宮。 因才学被萧凤溟欣赏，对她青眼有加。与玉嫔姚可思是孪生姐妹，长相难分彼此。玉嫔入宫不久便失声，一直隐居在宫苑深处。 |
| 熊乃瑾 （主演）                 | 阎萌萌 | 玉嫔                | 大蘭嬪妃之一 位居：紫薇宮。 与云妃是孪生姐妹。玉嫔入宫不久便失声，一直隐居在宫苑深处。其繡功精緻唯美，可惜無人賞識。 |
| 吳謹言                          |        | 雅美人              | 大蘭嬪妃之一，與玉嫔交好。 |
| 劉音                            |        | 宝婕妤              | 大蘭嫔妃之一。為淑妃一派。後受外星機器人姣童迷惑，謀害聂昭儀不成而亡。 |
| 馬春瑞                          |        | 宛美人              | 大蘭嬪妃之一 位居：翠華軒。 初登場時因嚼舌根、聊是非，被皇帝當場駁斥、警示，促皇后好好管理后宮。為淑妃一派（新入宮，份位最低）。後又惡意中傷聂采女，被皇帝賜死。此居後經云妃轉介，讓皇帝賜與聂采女（後為聂美人）居住於此。 |
| 郑元畅 （臺灣） 童年:黃天崎     | 王凯   | 萧鳯青（蕭風）      | 前朝大蘭五皇子→睿王（自爆） 請詳見領銜主演。 |
| 何彦霓 （主演）                 | 陈倩   | 杜若                | 太医之女→女御医→睿王妃（太醫令） 杜太医之女，女扮男在宫中行医，酷爱医学，在被外界知道原为女儿身后，被皇上破例封为女御医，并将她许配给了她一直默默爱着的睿王萧凤青，但萧凤青内心只有聂无双，最后因为爱情毅然选择退出。 |
| 李政阳                          | 苏尚卿 | 清远（秦淵） 蕭雲安 | 东林寺小和尚，从小在位于兰、离两国交界处的东林寺长大，生性淳良，在爱恨情仇的纠葛中永保善心，守卫着最重要的凤凰双蛋，还萌趣地为其取名为小呆、小歪。因緣際會被誤會傷害公主云乐，為躲避太后與薛家族人之追捕，以蓄長髮，並化名為秦淵，躲在老鐵開設的打鐵舖。 前朝大蘭六皇子／云乐之雙生子長兄 先皇為抑制靜妃蓬勃的野心，將靜妃剛誕下的雙生子男丁，委大將軍薛明義親送至东林寺寄養。 |
| 刘美含 （主演）                 | 乔诗语 | 蕭云乐              | 前朝大蘭公主／雲安之雙生子么妹 位居：明月宮。 萧凤溟萧凤青之妹，王太后的亲生女儿。是后宫中的刁蛮公主，万千宠爱在一身，率真活泼，心地善良干净，敢爱敢恨。在聂采女時期，不意拯救其於水火，對聂采女很感興趣，樂於與其交往。 |
| 纪宁 （主演）                   | 惠龙   | 薛壁                | 大將軍之子→御林軍統領→駙馬（横死） 薛璧原本是一普通官宦子弟（大將軍薛明義），后娶云乐公主。但在婚后云乐公主长期的冷落下，性情大变，发誓要做一个人物，幹出惊天动力的事来，最终却以横死告终。 |
| 何建泽 （主演）                 | 范哲琛 | 缪明鹄              | 离国骁骑大将军→（叛逃）→大蘭御林軍副統領／從三品忠武軍官→驃騎大將軍 缪卫城长子，缪芊芊长兄，本為离国骁骑大将军，官阶一品。後被大蘭睿王設計留下，為大蘭皇帝所用。在平定「九燎之亂」後，封為大蘭驃騎大將軍。 |
| 丁一                            |        | 王世杰              | 睿王府將領。 |

### 其他演员
| 演員                | 配音 | 角色                | 介紹 |
| 夏铭浩 （主演）     | 张震 | 高洋                | 北朝离国国君 性情残暴，不择手段满足自己的欲望和野心，独断横行，想独霸天下，取得宝藏，获得无上的财富。                                                                                       |
| 张晓龙 （特別主演） | 张杰 | 谢诚轩／顾清鸿 老铁 | 北朝离国相国（辭官）→铁匠 本名谢诚轩，淮南望族谢家长子，惨遭灭门后化名顾清鸿。缪芊芊之前夫，离国一品相国。后离开高嫣,放弃离国相国之位，断了驻颜药，样貌每日衰老，改名老铁，当铁匠隠姓埋名。 |

## 电视原声带
| 曲序 | 曲目                     |              | 作曲   | 演唱                           |
| ---- | ------------------------ | ------------ | ------ | ------------------------------ |
| 1.   | 《平行》（片头曲）       | 孫寧、任盈潔 | 王宗賢 | 楊千嬅（香港）、丁子高（香港） |
| 2.   | 《樹先生》（片尾曲）     | 譚零         | 簡弘亦 | 簡弘亦                         |
| 3.   | 《擁抱月的太陽》（插曲） | 任盈潔       | 王宗賢 | 丁子峻（香港）                 |